# India Eisley
India Joy Eisley (Los Ángeles, 29 de octubre de 1993) es una actriz estadounidense. Es hija del músico David Glen Eisley y de la actriz Olivia Hussey.

## Carrera
Es conocida gracias a su participación en la serie The Secret Life of the American Teenager, en el canal de televisión estadounidense ABC Family. En 2012 interpretó el personaje de Eve en la película Underworld: Awakening.

## Filmografía

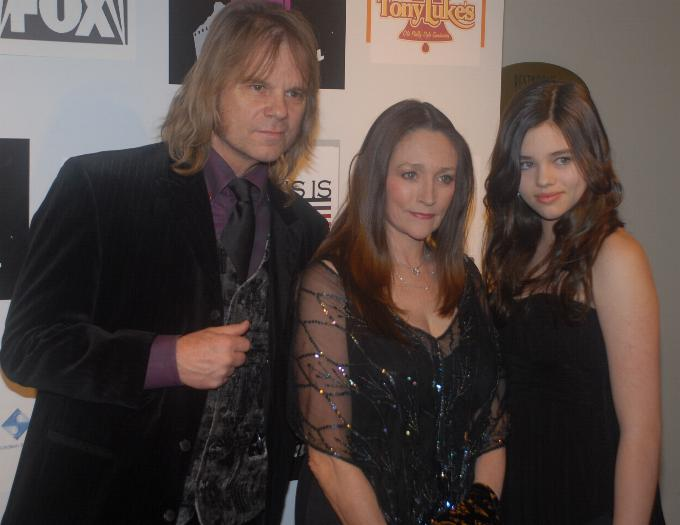
India Eisley con sus padres David Eisley y Olivia Hussey en el Cinema City Film Festival.

| Año  | Título                       | Personaje                    | Director              | Notas                               |
| ---- | ---------------------------- | ---------------------------- | --------------------- | ----------------------------------- |
| 2005 | Headspace: El rostro del mal | Martha                       | Andrew van den Houten |                                     |
| 2012 | Underworld: Awakening        | Eve                          | Måns Mårlind          |                                     |
| 2016 | Mientras no Estás            | Heather Lambert              | Nancy Leopardi        | TV                                  |
| 2014 | Kite                         | Sawa                         | Ralph Ziman           |                                     |
| 2014 | Nanny Cam                    | Heather Lambert              | Nancy Leopardi        |                                     |
| 2015 | Social Suicide               | Julia                        | Bruce Webb            |                                     |
| 2016 | The Curse of Sleeping Beauty | Sleeping Beauty / Briar Rose | Pearry Reginald Teo   |                                     |
| 2016 | AmeriGeddon                  | Penny                        | Mike Norris           |                                     |
| 2016 | Mi dulce Audrina             | Audrina Adare                | Mike Rohl             | TV                                  |
| 2017 | Clinical                     | Nora Green                   | Alistair Legrand      |                                     |
| 2018 | Adolescence                  | Alice                        | Ashley Avis           | Posproducción                       |
| 2018 | Look Away                    | Maria / Airam                | Assaf Bernstein       | Primer desnudo frontal de la actriz |
| 2020 | Dead Reckoning               | Tillie Gardner               | Andrzej Bartkowiak    |                                     |
| 2021 | Every Breath You Take        | Lucy                         | Vaughn Stein          |                                     |

| Año       | Título                          | Personaje       | Notas                   |
| --------- | ------------------------------- | --------------- | ----------------------- |
| 2003      | Mother Teresa                   | English Girl    | Personaje no acreditado |
| 2008-2013 | Vida secreta de una adolescente | Ashley Juergens |                         |
| 2012      | Up Close with Carrie Keagan     | Ella misma      | 1 episodio              |